# Sarritor frenatus
Sarritor frenatus är en fiskart som först beskrevs av Gilbert, 1896.  Sarritor frenatus ingår i släktet Sarritor och familjen pansarsimpor. Inga underarter finns listade i Catalogue of Life.